# Торкалеки
Торкалеки́ (перс. تركالكي‎) — небольшой город на юго-западе Ирана, в остане Хузестан, на левом берегу реки Карун.  Входит в состав шахрестана Гетвенд.
На 2006 год население составляло 5 300 человек.
Альтернативные названия: Торкагаки (Torkagaki), Тар Калаки  (Tar Kalaki), Торкалаки  (Torkālakī), Турк Халаги  (Turk Khalagi).

## География
Город находится на севере Хузестана, в северной части Хузестанской равнины,  на высоте 61 метра над уровнем моря.
Торкалеки расположен на расстоянии  приблизительно 100 километров к северу  от Ахваза, административного центра остана  и на расстоянии 440 километров к юго-западу от Тегерана, столицы страны.